# Rudolf Baláž
Rudolf Baláž (ur. 20 listopada 1940 w Nevoľnem, zm. 27 lipca 2011 w Bańskiej Bystrzycy) – słowacki duchowny katolicki, piętnasty biskup ordynariusz bańskobystrzycki od 1990 roku, przewodniczący Konferencji Episkopatu Słowacji w latach 1994–2000.

## Życiorys
Urodził się w 1940 roku w Nevoľnem, w obecnym kraju bańskobystrzyckim. W latach 1958–1963 z przerwami, spowodowanymi niechęcią władz komunistycznych co do Kościoła katolickiego, studiował teologię na Wydziale Teologicznym Uniwersytetu Komeńskiego w Bratysławie. Następnie pracował jako wikariusz w Breźnie (1963–1965), Krupinie (1965–1967). Na przełomie 1967 i 1968 był proboszczem w Kláštorze pod Znievom. Potem przeniósł się do Bańskiej Bystrzycy, gdzie zatrudniony był w administracji diecezjalnej. Jego ostatnią parafią była Pitelová (1970–1971), po której władze państwowe zakazały mu prowadzenia działalności duszpasterskiej. W związku z tym zatrudnił się jako kierowca ciągnika i ciężarówek w spółdzielni rolniczej. Zakaz został cofnięty dopiero w 1982 roku. Objął wtedy administrację parafii w Turčianskim Petrze.
Papież Jan Paweł II mianował go w 1990 r. biskupem ordynariuszem bańskobystrzyckim. Jego konsekracja biskupia miała miejsce 19 marca tego samego roku, a konsekratorami byli kardynał Jozef Tomko, prefekt Kongregacji ds. Ewangelizacji Narodów oraz biskup pomocniczy diecezji trnawskiej, Ján Sokol, a także Ján Chryzostom Korec, biskup nitrzański.
Na początku swoich rządów w diecezji zreformował seminarium duchowne oraz dokonał reorganizacji wielu instytucji diecezjalnych oraz szkół. W latach 1994–2000 był przewodniczącym Konferencji Episkopatu Słowacji, a następnie od 2003 roku jej wiceprzewodniczącym. Zaprosił do odwiedzenia swojego biskupstwa papieża Jana Pawła II, który w 2003 roku odprawił mszę świętą w Bańskiej Bystrzycy i otworzył synod diecezjalny. Wnioski z tego synodu zostały opublikowane w 2006 roku w dokumencie Zostań z nami, Panie. Zmarł w 2011 roku, a przyczyną śmierci był zator.